# Campeonato Piauiense 2020
In 2020 werd het 80ste Campeonato Piauiense gespeeld voor voetbalclubs uit de Braziliaanse staat Piauí. De competitie werd georganiseerd door de FFP en werd gespeeld van 17 januari tot 23 december. Oorspronkeklijk zou de competitie eindigen in april, maar door de coronacrisis in Brazilië werd deze pas later op het jaar hervat. 4 de Julho werd kampioen. 

## Groepsfase
| Plaats | Club       | Wed. | W | G | V  | Saldo | Ptn. |
| ------ | ---------- | ---- | - | - | -- | ----- | ---- |
| 1.     | Picos      | 14   | 9 | 3 | 2  | 22:8  | 30   |
| 2.     | 4 de Julho | 14   | 7 | 6 | 1  | 23:9  | 27   |
| 3.     | Altos      | 14   | 7 | 6 | 1  | 20:9  | 27   |
| 4.     | Parnahyba  | 14   | 5 | 5 | 4  | 16:17 | 20   |
| 5.     | Ríver      | 14   | 4 | 4 | 6  | 17:14 | 16   |
| 6.     | Flamengo   | 14   | 3 | 4 | 7  | 17:22 | 13   |
| 7.     | Timon      | 14   | 3 | 2 | 9  | 17:35 | 11   |
| 8.     | Piauí      | 14   | 2 | 2 | 10 | 13:31 | 8    |

|  | Geplaatst voor finale |
|  | Degradatie            |

## Finale
Heen
|                   |                                        |       |       |                                              |
| 19 december 16:00 | 4 de Julho                             | 2 – 0 | Picos | Arena Ytacoatiarao, Piripiri Toeschouwers: 0 |
| 19 december 16:00 | Dudu Beberibe 35' Ítalo Pica-Pau 45+1' |       |       | Arena Ytacoatiarao, Piripiri Toeschouwers: 0 |

Terug
|                   |                              |       |                                                     |                                               |
| 22 december 16:00 | Picos                        | 3 – 0 | 4 de Julho                                          | Estádio Helvídio Nunes, Picos Toeschouwers: 0 |
| 22 december 16:00 | Rhuann 17' Heitor 82', 90+4' |       | 46' Ted Love                                        | Estádio Helvídio Nunes, Picos Toeschouwers: 0 |
| 22 december 16:00 | Strafschoppen                |       |                                                     | Estádio Helvídio Nunes, Picos Toeschouwers: 0 |
| 22 december 16:00 | Jader Esdras Rhuann Heito    | 2 – 4 | Ítalo Pica-Pau Ricardinho João Pedro Maycon Douglas | Estádio Helvídio Nunes, Picos Toeschouwers: 0 |

## Totaalstand
| Plaats | Club       | Wed. | W  | G | V  | Saldo | Ptn. |
| ------ | ---------- | ---- | -- | - | -- | ----- | ---- |
| 1.     | 4 de Julho | 16   | 8  | 6 | 2  | 26:12 | 30   |
| 2.     | Picos      | 16   | 10 | 3 | 3  | 25:11 | 33   |
| 3.     | Altos      | 14   | 7  | 6 | 1  | 20:9  | 27   |
| 4.     | Parnahyba  | 14   | 5  | 5 | 4  | 16:17 | 20   |
| 5.     | Ríver      | 14   | 4  | 4 | 6  | 17:14 | 16   |
| 6.     | Flamengo   | 14   | 3  | 4 | 7  | 17:22 | 13   |
| 7.     | Timon      | 14   | 3  | 2 | 9  | 17:35 | 11   |
| 8.     | Piauí      | 14   | 2  | 2 | 10 | 13:31 | 8    |

|  | Kampioen, geplaatst voor Copa do Brasil 2021, Copa do Nordeste 2021 en Série D 2021 |
|  | vicekampioen, geplaatst voor Copa do Brasil 2021 en Série D 2021                    |
|  | Degradatie                                                                          |

### Kampioen
| Campeonato Piauiense de 2020   |
| Piaui                          |
| ------------------------------ |
| 4 DE JULHO Kampioen (4° titel) |